# Arkutino Beach
Der Arkutino Beach (englisch; bulgarisch бряг Аркутино brjag Arkutino) ist ein 1,8 km langer und im antarktischen Sommer schneefreier Strand im Südosten der Livingston-Insel im Archipel der Südlichen Shetlandinseln. Er liegt am Ostufer der False Bay. Nach Norden ist er durch den Charity-Gletscher, nach Süden durch den Barnard Point und nach Osten durch den Veleka Ridge begrenzt.
Die bulgarische Kommission für Antarktische Geographische Namen benannte ihn 2005 nach der Lagune Arkutino im Südosten Bulgariens.